# طارق العريان
طارق العريان (مواليد 12 سبتمبر 1963) هو مخرج أفلام فلسطيني من مدينة جنين، ولد في دولة الكويت ومقيم في مصر ويحمل الجنسية الأمريكية بعد إقامته بأمريكا مدة طويلة إلى جانب جنسيته الاصلية (الفلسطينية) هو ابن المنتج السينمائي رياض العريان الذي أنتج أغلبية أفلام أحمد زكي.
تعلم العريان مبادئ الإخراج في الولايات المتحدة الأمريكية في ولاية الينوي بشيكاغو، مما أثر إيجابًا على أعماله التي تلقى نجاحًا بحكم مزجه للسينما العربية مع اللمسة الغربية.

## حياته
تزوج طارق العريان أربع مرات، الأولى في أوائل التسعينات من امرأة فلسطينية من مدينة القدس تعمل خارج الوسط الفني تدعى «هالة العطال» وأنجبت منه ابنه «عمر» سنة 1990 وانفصلا ليتزوج ثانية من الإعلامية المصرية انجي علي فانفصل مرة ثانية، وكان متزوج من المطربة السورية أصالة نصري منذ 27 مارس 2006 ثم أعلنا انفصالهما في يناير 2020، ولديه منها توأمهما آدم وعلي بتاريخ 27 مايو 2011، وآخر زواجاته كان من السيدة نيكول سعفان.

## أعماله
رغم أن أفلامه السينمائية تعد على أصابع اليد، إلا أنه استطاع وضع بصمته في الساحة الفنية، ومن أهم أفلامه:
| السنة | عنوان الفيلم   | بطولة                                                                   |
| ----- | -------------- | ----------------------------------------------------------------------- |
| 1990  | الإمبراطور     | أحمد زكي، رغدة، محمود حميدة، أبوبكر عزت                                 |
| 1993  | الباشا         | أحمد زكي، رغدة، محمود حميدة، منى عبد الغني، ممدوح وافي، أشرف عبد الباقي |
| 2002  | السلم والثعبان | أحمد حلمي، هاني سلامة، حلا شيحة، طارق التلمساني                         |
| 2004  | تيتو           | أحمد السقا، حنان ترك، عمرو واكد، خالد صالح                              |
| 2015  | أسوار القمر    | منى زكي، آسر ياسين، عمرو سعد                                            |
| 2015  | ولاد رزق       | أحمد عز، عمرو يوسف، أحمد الفيشاوي، أحمد داود                            |
| 2017  | الخلية         | أحمد عز، سامر المصري، محمد ممدوح، أمينة خليل                            |
| 2019  | ولاد رزق 2     | أحمد عز، عمرو يوسف، أحمد الفيشاوي، أحمد داود                            |
| 2024  | ولاد رزق 3     | أحمد عز، عمرو يوسف، آسر ياسين                                           |

للعريان أيضًا رصيد مهم في إخراج الفيديو كليبات للعديد من المطربين على رأسهم: أصالة، عمرو دياب، آمال ماهر، نوال الزغبي، رامي صبري وغيرهم.

## عمله
لطارق العريان أسلوب خاص في الإخراج خصوصًا في عناصر الديكور والإضاءة، ودراسته للإخراج في الولايات المتحدة طبعت عليه أسلوبًا خاصًا في أفلامه، فهو يحاول دائمًا أن يكون حلقة الوصل بين السينما العربية والغربية، ولكن يظهر هذا بشكل مبالغ فيه أحيانًا. كما حدث للانتقاد اللاذع لأسلوب حياة الأبطال في السلم والثعبان. وهو ليس فقط مخرج سينما كما يعتقد البعض، ولكن هو أيضًا مخرج إعلانات وأغاني مصورة ومنتج بالإضافة إلى أن متابعي طارق العريان يمكن أن يلاحظوا أن جميع أفلامه تكون فيها القصة من فكرته، أي أن معظم أفلامه القليلة قصة وإخراج طارق العريان.
له شركة إنتاج موسيقي خاصة به تدعى Star Gate
و تضم عدد من المطربين وهم:
- أصالة نصري
- فريق وسط البلد
- رامي صبري
- هيثم نبيل
- أحمد سعد

## وصلات خارجية
- طارق العريان على موقع IMDb (الإنجليزية)
- طارق العريان على موقع الدهليز
- طارق العريان على موقع قاعدة بيانات الأفلام العربية
- طارق العريان على موقع أول موفي (الإنجليزية)
- طارق العريان على موقع قاعدة بيانات الفيلم (الإنجليزية)
- طارق العريان على موقع كينوبويسك (الروسية)